# Fédération soviétique des échecs
La Fédération soviétique des échecs (en russe Шахматная федерация СССР) était l'organisme fédéral chargé de gérer et de promouvoir la pratique des échecs et du jeu de dames en URSS. 
Son siège social se situait à Moscou. Elle fut fondée en 1924.
La Fédération soviétique des échecs organisait un championnat d'échecs d'URSS et publiait la revue Chakhmaty v SSSR (en cyrillique : Шахматы в СССР ; Échecs en URSS).

## Administration
Le bureau était composé d'un président, d'un vice-président, d'un trésorier, et d'un secrétaire. Le président et le vice-président étaient élu pour un mandat de 5 ans.

### Présidents
- Nikolaï Krylenko (1924-1938),
- Mikhaïl Botvinnik (1938-1939),
- Vladimir Herman (1939—1941 et 1945—1947),
- Boris Weinstein (1942—1945),
- Vladislav Vinogradov (1947—1949, 1952—1954 et 1961—1962),
- Mikhaïl Kharlamov (1949—1952),
- Vladimir Alatortsev (1954—1961),
- Boris Rodionov (1962—1968),
- Alekseï Sérov (1968—1969),
- Dmitri Postnikov (1969—1972),
- Youri Averbakh (1972—1977),
- Vitali Sevastianov (1977—1986 et 1988—1989),
- Alexandre Tchikvaïdzé (1986—1988),
- Vladimir Popov (1989-1991).